# Campeonato de Primera D 1994-95
El Campeonato de Primera D 1994-95 fue la cuadragésima quinta edición del torneo. Se disputó desde el 20 de agosto de 1994 hasta el 26 de agosto de 1995. Su disputa, al igual que en el torneo anterior, fue dividida en dos fases, llamadas Torneo Apertura y Torneo Clausura.
Los nuevos participantes fueron Atlas y Sportivo Barracas, que volvieron de la desafiliación, y los descendidos de la Primera C, Claypole y Juventud Unida.
El campeón fue Justo José de Urquiza, que venció en la final entre los ganadores del Apertura y el Clausura a Victoriano Arenas y obtuvo el primer ascenso a la Primera C. Asimismo, el ganador del Torneo reducido, General Lamadrid, ganó la definición con el perdedor de la final y consiguió el segundo ascenso.
Por último, el torneo determinó la desafiliación por una temporada de Muñiz y Centro Español, últimos en la tabla de promedios.

## Ascensos y descensos
| Promedio | Desafiliados de la Primera D 1993-94 |
| -------- | ------------------------------------ |
| 15.º     | Lugano                               |
| 16.º     | Ferrocarril Urquiza                  |

| Reafiliados       |
| ----------------- |
| Atlas             |
| Sportivo Barracas |

| Posición  | Ascendidos a la Primera C 1994-95 |
| --------- | --------------------------------- |
| Campeón   | Puerto Nuevo                      |
| Gan. red. | Deportivo Riestra                 |

| Promedio | Descendidos de la Primera C 1993-94 |
| -------- | ----------------------------------- |
| 18.º     | Claypole                            |
| 19.º     | Juventud Unida                      |

## Equipos
| Equipo                | Ciudad            | Estadio                   | Capacidad |
| --------------------- | ----------------- | ------------------------- | --------- |
| Acassuso              | Boulogne          | La Quema                  | 800       |
| Atlas                 | General Rodríguez | Ricardo Puga              | 2500      |
| Cañuelas              | Cañuelas          | Jorge Alfredo Arín        | 1500      |
| Central Ballester     | José León Suárez  | Central Ballester         | 500       |
| Centro Español        | Haedo             | Monumental de Villa Lynch | 1000      |
| Claypole              | Claypole          | Rodolfo Vicente Capocasa  | 1000      |
| Fénix                 | Buenos Aires      | Guillermo Laza            | 3000      |
| General Lamadrid      | Buenos Aires      | Enrique Sexto             | 3500      |
| Justo José de Urquiza | Loma Hermosa      | Ramón Roque Martín        | 2500      |
| Juventud Unida        | San Miguel        | Franco Muggeri            | 3200      |
| Muñiz                 | Muñiz             | Franco Muggeri            | 3200      |
| Sacachispas           | Buenos Aires      | Roberto Larrosa           | 4000      |
| San Martín            | Burzaco           | Francisco Boga            | 5000      |
| Sportivo Barracas     | Buenos Aires      | Guillermo Laza            | 3000      |
| Victoriano Arenas     | Valentín Alsina   | Saturnino Moure           | 1500      |
| Yupanqui              | Buenos Aires      | Delfín Edmundo Benítez    | 500       |

| 1. 2. 3. 4. |

### Distribución geográfica de los equipos
| Región                                   | Cant. | Equipos |
| ---------------------------------------- | ----- | --- |
| Conurbano bonaerense                     | 9     | Acassuso, Central Ballester, Centro Español, Claypole, Justo José de Urquiza, Juventud Unida, Muñiz, San Martín (B) y Victoriano Arenas |
| Ciudad de Buenos Aires                   | 5     | Fénix, General Lamadrid, Sacachispas, Sportivo Barracas y Yupanqui                                                                      |
| Interior de la provincia de Buenos Aires | 2     | Atlas y Cañuelas |

## Formato

### Competición
Se disputaron dos torneos: Apertura y Clausura. En cada uno de ellos, los 16 equipos se enfrentaron todos contra todos. Ambos se jugaron a una sola rueda. Los partidos disputados en el Torneo Clausura representaron los desquites de los del Torneo Apertura, invirtiendo la localía. Si el ganador de ambas fases fuera el mismo equipo, sería el campeón. En cambio, si los ganadores del Apertura y el Clausura fueran dos equipos distintos disputarían una final a dos partidos para determinarlo. El perdedor de la final, por su parte, definiría el segundo ascenso frente al ganador del Torneo reducido.
Por otro lado, los ocho equipos que, al finalizar la disputa, ocuparan los primeros puestos de la tabla general de la temporada (excluyendo al o a los ganadores de cada fase) clasificarían al Torneo reducido, cuyo ganador disputaría una final contra el perdedor de la final por el primer ascenso, si la hubiera. En caso de no haberla, obtendría directamente el segundo ascenso.

### Ascensos
El campeón obtuvo el primer ascenso a la Primera C y el ganador de la serie entre el perdedor de la final por el campeonato y el ganador del Torneo reducido logró el segundo.

### Descensos
Al final de la temporada, los dos equipos con peor promedio fueron suspendidos en su afiliación por un año.

## Torneo Apertura 1994

### Tabla de posiciones final
| Pos. | Equipo            | Pts. | PJ | PG | PE | PP | GF | GC | Dif. |
| ---- | ----------------- | ---- | -- | -- | -- | -- | -- | -- | ---- |
| 1.º  | J.J. de Urquiza   | 25   | 15 | 11 | 3  | 1  | 42 | 11 | 31   |
| 2.º  | Cañuelas          | 24   | 15 | 10 | 4  | 1  | 30 | 11 | 19   |
| 3.º  | Claypole          | 20   | 15 | 8  | 4  | 3  | 19 | 15 | 4    |
| 4.º  | San Martín (B)    | 19   | 15 | 5  | 9  | 1  | 20 | 10 | 10   |
| 5.º  | Victoriano Arenas | 19   | 15 | 5  | 9  | 1  | 18 | 10 | 8    |
| 6.º  | Central Ballester | 16   | 15 | 6  | 4  | 5  | 23 | 20 | 3    |
| 7.º  | Fénix             | 15   | 15 | 4  | 7  | 4  | 20 | 22 | −2   |
| 8.º  | Yupanqui          | 15   | 15 | 6  | 3  | 6  | 16 | 22 | −6   |
| 9.º  | General Lamadrid  | 13   | 15 | 4  | 5  | 6  | 24 | 18 | 6    |
| 10.º | Sportivo Barracas | 13   | 15 | 5  | 3  | 7  | 20 | 16 | 4    |
| 11.º | Acassuso          | 13   | 15 | 5  | 3  | 7  | 24 | 28 | −4   |
| 12.º | Atlas             | 13   | 15 | 5  | 3  | 7  | 21 | 33 | −12  |
| 13.º | Juventud Unida    | 12   | 15 | 4  | 4  | 7  | 17 | 24 | −7   |
| 14.º | Sacachispas       | 12   | 15 | 4  | 4  | 7  | 18 | 26 | −8   |
| 15.º | Muñiz             | 6    | 15 | 1  | 4  | 10 | 9  | 30 | −21  |
| 16.º | Centro Español    | 5    | 15 | 2  | 1  | 12 | 14 | 39 | −25  |

|  | Clasificado a la final por el título. |

## Torneo Clausura 1995

### Tabla de posiciones final
| Pos. | Equipo            | Pts. | PJ | PG | PE | PP | GF | GC | Dif. |
| ---- | ----------------- | ---- | -- | -- | -- | -- | -- | -- | ---- |
| 1.º  | Victoriano Arenas | 25   | 15 | 11 | 3  | 1  | 35 | 7  | 28   |
| 2.º  | Central Ballester | 24   | 15 | 12 | 0  | 3  | 34 | 15 | 19   |
| 3.º  | General Lamadrid  | 20   | 15 | 9  | 2  | 4  | 33 | 20 | 13   |
| 4.º  | Cañuelas          | 19   | 15 | 7  | 5  | 3  | 25 | 19 | 6    |
| 5.º  | J.J. de Urquiza   | 18   | 15 | 7  | 4  | 4  | 29 | 22 | 7    |
| 6.º  | Claypole          | 16   | 15 | 6  | 4  | 5  | 13 | 17 | −4   |
| 7.º  | Sportivo Barracas | 15   | 15 | 6  | 3  | 6  | 22 | 19 | 3    |
| 8.º  | Sacachispas       | 15   | 15 | 6  | 3  | 6  | 23 | 21 | 2    |
| 9.º  | Juventud Unida    | 14   | 15 | 4  | 6  | 5  | 21 | 23 | −2   |
| 10.º | Acassuso          | 14   | 15 | 4  | 6  | 5  | 20 | 26 | −6   |
| 11.º | San Martín (B)    | 12   | 15 | 4  | 4  | 7  | 18 | 19 | −1   |
| 12.º | Atlas             | 11   | 15 | 4  | 3  | 8  | 16 | 28 | −12  |
| 13.º | Muñiz             | 11   | 15 | 3  | 5  | 7  | 14 | 34 | −20  |
| 14.º | Fénix             | 10   | 15 | 3  | 4  | 8  | 17 | 19 | −2   |
| 15.º | Yupanqui          | 9    | 15 | 2  | 5  | 8  | 18 | 26 | −8   |
| 16.º | Centro Español    | 7    | 15 | 2  | 3  | 10 | 13 | 36 | −23  |

|  | Clasificado a la final por el título. |

## Final por el campeonato
Fue disputada por los ganadores de los torneos Apertura y Clausura, Justo José de Urquiza y Victoriano Arenas, respectivamente. El ganador se consagró campeón y obtuvo el primer ascenso a la Primera C.
| Justo José de Urquiza | 0 - 0 | Victoriano Arenas     | Ciudad de Caseros | 10 de junio |
| Victoriano Arenas     | 1 - 2 | Justo José de Urquiza | Presidente Perón  | 17 de junio |

## Tabla de posiciones general de la temporada
| Pos. | Equipo            | Pts. | PJ | PG | PE | PP | GF | GC | Dif. |
| ---- | ----------------- | ---- | -- | -- | -- | -- | -- | -- | ---- |
| 1.º  | Victoriano Arenas | 44   | 30 | 16 | 12 | 2  | 53 | 17 | 36   |
| 2.º  | J.J. de Urquiza   | 43   | 30 | 18 | 7  | 5  | 71 | 33 | 38   |
| 3.º  | Cañuelas          | 43   | 30 | 17 | 9  | 4  | 55 | 30 | 25   |
| 4.º  | Central Ballester | 40   | 30 | 18 | 4  | 8  | 57 | 35 | 22   |
| 5.º  | Claypole          | 36   | 30 | 14 | 8  | 8  | 32 | 32 | 0    |
| 6.º  | General Lamadrid  | 33   | 30 | 13 | 7  | 10 | 57 | 38 | 19   |
| 7.º  | San Martín (B)    | 31   | 30 | 9  | 13 | 8  | 38 | 29 | 9    |
| 8.º  | Sportivo Barracas | 28   | 30 | 11 | 6  | 13 | 42 | 35 | 7    |
| 9.º  | Sacachispas       | 27   | 30 | 10 | 7  | 13 | 41 | 47 | −6   |
| 10.º | Acassuso          | 27   | 30 | 9  | 9  | 12 | 44 | 54 | −10  |
| 11.º | Juventud Unida    | 26   | 30 | 8  | 10 | 12 | 38 | 47 | −9   |
| 12.º | Fénix             | 25   | 30 | 7  | 11 | 12 | 37 | 41 | −4   |
| 13.º | Yupanqui          | 24   | 30 | 8  | 8  | 14 | 34 | 48 | −14  |
| 14.º | Atlas             | 24   | 30 | 9  | 6  | 15 | 37 | 61 | −24  |
| 15.º | Muñiz             | 17   | 30 | 4  | 9  | 17 | 23 | 64 | −41  |
| 16.º | Centro Español    | 12   | 30 | 4  | 4  | 22 | 27 | 75 | −48  |

|  | Clasificado a la final por el segundo ascenso como perdedor de la final por el campeonato. |
|  | Campeón y primer ascendido.                                                                |
|  | Clasificados al Torneo reducido por el segundo ascenso.                                    |

## Torneo reducido

### Cuadro de desarrollo
|  | Cuartos de final         | Cuartos de final | Cuartos de final  | Cuartos de final |   |                   | Semifinales                | Semifinales                | Semifinales                | Semifinales                |  |                   | Final            | Final            | Final            | Final            |  |
|  | 10 y 17 de junio         | 10 y 17 de junio | 10 y 17 de junio  | 10 y 17 de junio |   |                   | 24 de junio al 18 de julio | 24 de junio al 18 de julio | 24 de junio al 18 de julio | 24 de junio al 18 de julio |  |                   | 22 y 29 de julio | 22 y 29 de julio | 22 y 29 de julio | 22 y 29 de julio |  |
|  |                          |                  |                   |                  |   |                   |                            |                            |                            |                            |  |                   |                  |                  |                  |                  |  |
|  |                          |                  |                   |                  |   |                   |                            |                            |                            |                            |  |                   |                  |                  |                  |                  |  |
|  | Central Ballester (v.d.) | 2                | 1                 | 3                |   |                   |                            |                            |                            |                            |  |                   |                  |                  |                  |                  |  |
|  | Central Ballester (v.d.) | 2                | 1                 | 3                |   |                   |                            |                            |                            |                            |  |                   |                  |                  |                  |                  |  |
|  | Sacachispas              | 0                | 3                 | 3                |   |                   |                            |                            |                            |                            |  |                   |                  |                  |                  |                  |  |
|  | Sacachispas              | 0                | 3                 | 3                |   | Central Ballester | 5                          | 1                          | 6                          |                            |  |                   |                  |                  |                  |                  |  |
|  |                          |                  |                   |                  |   | Central Ballester | 5                          | 1                          | 6                          |                            |  |                   |                  |                  |                  |                  |  |
|  |                          |                  | Sportivo Barracas | 2                | 1 | 3                 |                            |                            |                            |                            |  |                   |                  |                  |                  |                  |  |
|  | Claypole                 | 1                | Sportivo Barracas | 2                | 1 | 3                 | 0                          | 1                          |                            |                            |  |                   |                  |                  |                  |                  |  |
|  | Claypole                 | 1                |                   |                  |   |                   |                            |                            |                            |                            |  |                   |                  |                  |                  |                  |  |
|  | Sportivo Barracas        | 0                | 6                 | 6                |   |                   |                            |                            |                            |                            |  |                   |                  |                  |                  |                  |  |
|  | Sportivo Barracas        | 0                | 6                 | 6                |   |                   |                            |                            |                            |                            |  | Central Ballester | 0                | 1                | 1                |                  |  |
|  |                          |                  |                   |                  |   |                   |                            |                            |                            |                            |  | Central Ballester | 0                | 1                | 1                |                  |  |
|  |                          |                  | General Lamadrid  | 1                | 1 | 2                 |                            |                            |                            |                            |  |                   |                  |                  |                  |                  |  |
|  | General Lamadrid         | 3                | General Lamadrid  | 1                | 1 | 2                 | 2                          | 5                          |                            |                            |  |                   |                  |                  |                  |                  |  |
|  | General Lamadrid         | 3                |                   |                  |   |                   |                            |                            |                            |                            |  |                   |                  |                  |                  |                  |  |
|  | San Martín (B)           | 2                | 0                 | 2                |   |                   |                            |                            |                            |                            |  |                   |                  |                  |                  |                  |  |
|  | San Martín (B)           | 2                | 0                 | 2                |   | General Lamadrid  | 2                          | 4                          | 6                          |                            |  |                   |                  |                  |                  |                  |  |
|  |                          |                  |                   |                  |   | General Lamadrid  | 2                          | 4                          | 6                          |                            |  |                   |                  |                  |                  |                  |  |
|  |                          |                  | Acassuso          | 0                | 1 | 1                 |                            |                            |                            |                            |  |                   |                  |                  |                  |                  |  |
|  | Cañuelas                 | 1                | Acassuso          | 0                | 1 | 1                 | 2                          | 3                          |                            |                            |  |                   |                  |                  |                  |                  |  |
|  | Cañuelas                 | 1                |                   |                  |   |                   |                            |                            |                            |                            |  |                   |                  |                  |                  |                  |  |
|  | Acassuso                 | 4                | 0                 | 4                |   |                   |                            |                            |                            |                            |  |                   |                  |                  |                  |                  |  |
|  | Acassuso                 | 4                | 0                 | 4                |   |                   |                            |                            |                            |                            |  |                   |                  |                  |                  |                  |  |
|  |                          |                  |                   |                  |   |                   |                            |                            |                            |                            |  |                   |                  |                  |                  |                  |  |

- Nota: En cada llave, el equipo que ocupa la primera línea es el que tuvo ventaja deportiva.

## Final por el segundo ascenso
Fue disputada entre Victoriano Arenas, perdedor de la final por el campeonato, y General Lamadrid, ganador del Torneo reducido. El ganador obtuvo el segundo ascenso a la Primera C.
| General Lamadrid  | 1 - 0 | Victoriano Arenas | Islas Malvinas  | 5 de agosto  |
| Victoriano Arenas | 2 - 1 | General Lamadrid  | Doble Visera    | 12 de agosto |
| Victoriano Arenas | 0 - 2 | General Lamadrid  | Ciudad de Lanús | 26 de agosto |

## Tabla de descenso
| Pos  | Equipo            | PJ | 1992-93 | 1993-94 | 1994-95 | Pts | Promedio |
| ---- | ----------------- | -- | ------- | ------- | ------- | --- | -------- |
| 1.º  | Cañuelas          | 32 | 48      | 43      | 123     | 90  | 1,367    |
| 2.º  | Victoriano Arenas | -  | 36      | 44      | 80      | 60  | 1,333    |
| 3.º  | San Martín (B)    | 38 | 40      | 31      | 109     | 90  | 1,211    |
| 4.º  | Claypole          | -  | -       | 36      | 36      | 30  | 1,200    |
| 5.º  | Central Ballester | 39 | 26      | 40      | 105     | 90  | 1,167    |
| 6.º  | Acassuso          | 42 | 33      | 27      | 102     | 90  | 1,133    |
| 7.º  | General Lamadrid  | 31 | 31      | 33      | 95      | 90  | 1,056    |
| 8.º  | J.J. de Urquiza   | 21 | 26      | 43      | 90      | 90  | 1,000    |
| 9.º  | Sportivo Barracas | -  | -       | 28      | 28      | 30  | 0,933    |
| 10.º | Juventud Unida    | -  | -       | 26      | 26      | 30  | 0,867    |
| 11.º | Yupanqui          | 28 | 23      | 24      | 75      | 90  | 0,833    |
| 12.º | Atlas             | -  | -       | 24      | 24      | 30  | 0,800    |
| 13.º | Fénix             | -  | 23      | 25      | 48      | 60  | 0,800    |
| 14.º | Sacachispas       | 16 | 28      | 27      | 71      | 90  | 0,789    |
| 15.º | Muñiz             | 34 | 17      | 17      | 68      | 90  | 0,756    |
| 16.º | Centro Español    | 25 | 29      | 12      | 66      | 90  | 0,733    |

|  | Desafiliado por una temporada. |